# Can-Am Cup 1973
La Can-Am Cup 1973 fu la 3ª edizione della manifestazione organizzata dalla Federazione internazionale sci.
In campo maschile lo statunitense Cary Adgate si aggiudicò sia la classifica generale, sia quella di slalom gigante; il tedesco occidentale Heinz Weixelbaum vinse quelle di discesa libera e di slalom speciale. Lo statunitense Don Rowles era il detentore uscente della Coppa generale.
In campo femminile la canadese Betsy Clifford si aggiudicò sia la classifica generale, sia quella di slalom gigante e di slalom speciale; la statunitense Cindy Nelson vinse la classifica di discesa libera. La statunitense Cheryl Bechdolt era la detentrice uscente della Coppa generale.